# Philépitte de Schlegel
Philepitta schlegeli
Espèce
Statut de conservation UICN

 NT  : Quasi menacé
Le Philépitte de Schlegel est une espèce de passereaux appartenant à la famille des Philepittidae. Son nom commémore l'ornithologue allemand Hermann Schlegel (1804-1884), son descripteur.

## Nomenclature
Son nom commémore l'herpétologiste et ornithologue allemand Hermann Schlegel (1804-1884).

## Répartition et habitat
Cet oiseau vit dans la région de Sambirano au nord-ouest de Madagascar. 
Cette espèce fréquente la canopée ainsi que les strates inférieures dans les forêts sèches et souffre donc de la déforestation. 

## Alimentation
Cet oiseau se nourrit de petits fruits et de nectar.